# Rhododendron roxieanum
Espèce
Rhododendron roxieanum est une espèce de rhododendrons originaire de Chine.